# Línea 5 (Paraná)
Línea 5 es una línea de transporte urbano de pasajeros de la ciudad de Paraná, Argentina. El servicio está actualmente operado por la empresa Buses Paraná U.T.E. (ERSA Urbano/Transporte Mariano Moreno). Esta línea pertenece al Grupo 1.
Anteriormente el servicio de la línea 5 era prestado por la empresa La Victoria, luego esta fue comprada por la empresa ERSA.

## Historia
En el año 1962, al dejar de funcionar los tranvías, la municipalidad de Paraná llamó a licitación para otorgar dos líneas de colectivos: La "N° 3" y "N° 5", que fueron concedidas a la "Cooperativa de Transporte y Vivienda Martín Fierro". Comenzando los servicios el día 9 de julio de 1962.
La línea 5 iba desde Almafuerte y Florida (actual Fco. Soler) al Parque Urquiza con cuatro coches, y la línea 3 desde B° Anacleto Medina hasta Atracadero de Lanchas. La explotación se distribuyó con dos socios por coche de la cooperativa. Con el tiempo el recorrido fue cambiando para llegar a Fábrica Portland, luego a Bajada Grande. Con posterioridad el servicio salió desde Barrio AATRA III hasta la exfábrica de Alpargatas en Bajada Grande, desdoblándose un servicio por Laprida y Larramendi y otro por Avda. Estrada. Un anexo iba desde Barrio José Hernández a Casa de Gobierno y uno cada hora llegaba al Complejo Toma Vieja y a la Toma Nueva por 1987.
Para el año 2004, los servicios eran los siguientes :
- Bajada Grande por Portland
- Bajada Grande por Larramendi
- Toma Vieja - Planta de Gas
- Escuela Granja Municipal

Y esos fueron los últimos ramales que la línea 5 prestó bajo la órbita de la Martín Fierro, pues ese año llegó el fin de la concesión.
Trascendiendo los límites de esta historia, al caducar la municipalidad la concesión a la Martín Fierro, la A.T.U.P., asociación (A) que agrupa a las empresas de transporte (T) urbano (U) de Paraná (P), se hizo cargo de la prestación de la línea. Por ello pasó a ser operada conjuntamente por las empresas "La Victoria", "Transp. Urquiza" y "Mariano Moreno" prestatarias de las demás líneas urbanas de Paraná en aquel momento. Luego pasó a ser una línea más de la empresa La Victoria T.P.S.R.L.  Finalmente cuando ERSA compra a La Victoria T.P.S.R.L., en septiembre del año 2010 la línea 5 recibe doce unidades 0km de la empresa ERSA Urbano siendo la tercera línea en tener los coches de dicha empresa, antes tuvieron la línea 22 y la línea 6.

## Recorridos

### Ramal A (Blanco): Barrio 41 Viviendas -Bajada Grandepor Avda. Larramendi[3]
Ida: Desde Calle 1508 y Calle 1583, Calle 1583, Av. José L. Churruarín, Av. José Hernández, Av. Alte. Brown, Av. Blas Parera, Av. Don Bosco, Presbítero Grella, Av. Alte. Brown, 3 de Febrero, Av. Almafuerte, Gualeguaychú, Bavio, Italia, Santa Fe, Laprida, Av. Larramendi, Croacia, Calle 1380 (ex calle Z), Margarita Malharro de Torres (ex calle X), Croacia hasta Av. Estrada.
Vuelta: Desde Croacia y Av. José M. Estrada, Estrada, Av. Larramendi, Laprida, Gaboto, Cervantes, Córdoba, Libertad, España, 25 de Mayo, Av. Pascual Echagüe, L. N. Além, Av. Gral. Francisco Ramírez, Guillermo Saraví, Francisco Soler, Av. Alte. Brown, Presbítero Grella, Av. Don Bosco, Av. Blas Parera, Av. Alte. Brown, Av. José Hernández, Av. José L. Churruarín, Calle 1583, hasta Calle 1508.
- - en determinados horarios ingresa a Barrio Mosconi III

- Longitud: 27,0km

### Ramal B (Rojo): Club Belgrano -Bajada Grandepor Avda. Estrada
Ida: Desde canchas Club Belgrano, Monseñor Bazán y Bustos, Av. Don Bosco. Av. José L. Churruarín, Av. José Hernández, Av. Alte. Brown, Av. Blas Parera, Av. Don Bosco, Presbítero Grella, Av. Alte. Brown, 3 de Febrero, Av. Almafuerte, Gualeguaychú, Bavio, Italia, Santa Fe, Laprida, A. Medina, Av. Estrada hasta Croacia.
Vuelta: Desde Croacia y Av. Estrada, Av. Estrada, Av. Larramendi, Laprida, Gaboto, Cervantes, Córdoba, Libertad, España, 25 de Mayo, Av. Pascual Echagüe, L. N. Além, Av. Gral. Francisco Ramírez, Guillermo Saraví, Francisco Soler, Av. Alte. Brown, Presbítero Grella, Av. Don Bosco, Av. Blas Parera, Av. Alte. Brown, Av. José Hernández, Av. Don Bosco, Monseñor Bazán y Bustos hasta canchas Club Belgrano.
- Longitud: 29,1km

## Puntos de Interés dentro del recorrido
- Estadio Club Belgrano

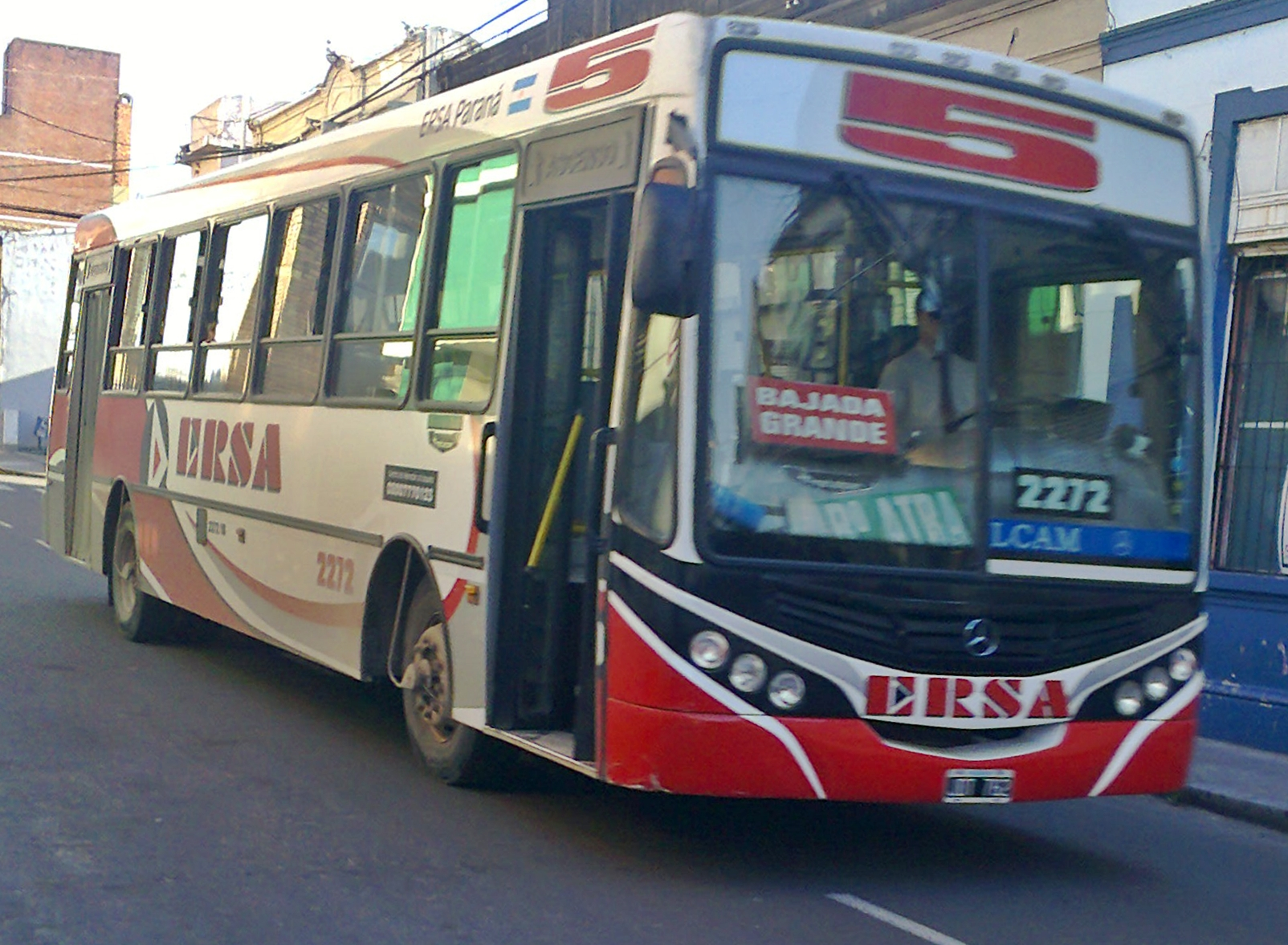
Unidad de circulando por calle Santa Fe con destino a Bajada Grande. Año 2013.

- Seminario Arquidiocesano de Paraná
- Supermercado Changomás
- Escuela Hogar
- Terminal de Ómnibus
- 5 Esquinas
- Hospital San Martín
- Casa de Gobierno
- Hipermercado Changomás (Ex Walmart)
- C.R.R. "Dr. Gerardo Domagk"
- Barrio Bajada Grande
- Plaza 1.º de Mayo
- Terminal de Ómnibus

## Paradas
Horarios actualizados a febrero de 2024 «Horarios Línea 5». - Paradas actualizadas a enero de 2025 «Recorrido Línea 5 por Croacia». - «Recorrido por Estrada». - «Recorrido por B° Mosconi».
IDA:
- 01A - Calle 1508 y Calle 1583 (Barrio 41 Viviendas)
- 02A - Calle 1583 y Avda. Churruarín
- 03A - Avda. Churruarín y Colectora Este Avda. Circunvalación
- 01B - Monseñor Bazán y Bustos entre Fraternidad y Avda. Don Bosco (Estadio Club Belgrano)
- 02B - Avda. Don Bosco y Calle 1669
- 03B - Avda. Don Bosco y Gdor. López Jordán
- 04 - Almte. Brown y Colectora Oeste Avda. Circunvalación
- 05 - Almte. Brown y Provincia de Entre Ríos
- 06 - Almte. Brown e Islas del Ibicuy (Polideportivo B° A.A.T.R.A.)
- 07 - Almte. Brown y Gdor. Crespo
- 08 - Almte. Brown y Maestro Normal
- 09 - Almte. Brown y Roque Sáenz Peña (Supermercado ChangoMás)
- 10 - Blas Parera e Hipólito Vieytes
- 11 - Blas Parera y Juan de Lamadrid
- 12 - Avda. Don Bosco y H. Magallanes
- 13 - Avda. Don Bosco y A. Salcerini
- 14 - Avda. Don Bosco y José Rondeau
- 15 - Avda. Don Bosco y Juan Lavalleja
- 16 - Avda. Don Bosco y José Mármol
- 17 - Avda. Don Bosco y José Ramos (Escuela Hogar Eva Perón)
- 18 - Padre Grella y Amancio Alcorta
- 19 - Padre Grella y Juan Vucetich
- 20 - Almte. Brown y Grito de Asencio
- 21 - 3 de Febrero y Vicente López y Planes
- 22 - 3 de Febrero y Urdinarrain
- 23 - 3 de Febrero altura 740-745
- 24 - Avda. Almafuerte entre Esteban Rams y 3 de Febrero
- 25 - Avda. Almafuerte antes de cruce Cinco Esquinas
- 26 - Gualeguaychú entre Cura Álvarez y Adolfo Alsina
- 27 - Gualeguaychú entre Pascual Palma y Pte. Juan D. Perón (Hospital General San Martín)
- 28 - Gualeguaychú entre Pte. Arturo Illia y Pte. Hipólito Yrigoyen
- 29 - Gualeguaychú y 9 de Julio
- 30 - Gualeguaychú entre Peatonal Gral. San Martín y Monte Caseros
- 31 - Italia y Perú (club Recreativo)
- 32 - Italia y Gral. Urquiza
- 33 - Santa Fe y Cervantes
- 34 - N. Laprida y Córdoba (Casa de Gobierno)
- 35 - N. Laprida y Catamarca
- 36 - N. Laprida y Patagonia
- 37 - N. Laprida y Sebastián Gaboto
- 38 - N. Laprida y A. Osinalde
- 39 - N. Laprida y Anacleto Medina
- 40A - Avda. Larramendi entre Romina Iturain y Calle 1006
- 41A - Avda. Larramendi pasando Antonio Franzotti (frente Planta ENERSA)
- 42A - Avda. Larramendi y Walter Heinze
- 43A - Avda. Larramendi y Valentín Deniz
- 44A - Avda. Larramendi al 2300, pasando Emilio Petorutti
- 45A - Avda. Larramendi al 2700, frente Agencia Lotería de E.R.
- 46A - Avda. Larramendi al 2900-3000 (Escuela N°78 "J. C. Esparza")
- 47A - Avda. Larramendi y Croacia
- 48A - Croacia y Dra. María Teresa Mercadri (ex calle Y)
- 49A - Croacia y Acceso Prado de la Cruz
- 50A - Margarita Malharro de Torres a metros de Calle 1380 (ex calle Z)
- 51A - Margarita Malharro de Torres y Croacia
- 52A - Croacia y Florentina Gómez Miranda - Bajada Grande
- 40B - Anacleto Medina al 1250 entre Calle De La Fábrica y Cnel. Aquino
- 41B - Anacleto Medina y Avda. Estrada
- 42B - Avda. Estrada entre Calle 1365 y Leopoldo Díaz
- 43B - Avda. Estrada al 1500-1600
- 44B - Avda. Estrada al 1600 (a metros de Hierlam)
- 45B - Avda. Estrada (zona barrio privado Puerto Urquiza)
- 46B - Avda. Estrada y Dra. Elvira Rawson de Dellepiane
- 47B - Avda. Estrada y República de Eslovenia
- 48B - Avda. Estrada al 3800
- 49B - Croacia y Florentina Gómez Miranda - Bajada Grande

VUELTA:
- 01B - Avda. Estrada y Croacia (Bajada Grande)
- 02B - Avda. Estrada al 3800
- 03B - Avda. Estrada y República de Eslovenia
- 04B - Avda. Estrada y Dra. Elvira Rawson de Dellepiane
- 05B - Avda. Estrada (zona barrio privado Puerto Urquiza)
- 06B - Avda. Estrada al 1500-1600
- 07B - Anacleto Medina y Avda. Estrada
- 08B - Anacleto Medina al 1250 entre Calle De La Fábrica y Cnel. Aquino
- 09B - Avda. Larramendi a metros de Anacleto Medina
- 01A - Avda. Estrada y Dra. Cecilia Grierson (Hospital "Dr. Domagk")
- 02A - Avda. Estrada y Dra. Adelia Di Carlo (Salón Parroquial)
- 03A - Avda. Estrada y Procesión Náutica del I.C.M.
- 04A - Avda. Estrada y Proveeduría Bjda. Grande
- 05A - Avda. Larramendi al 3300 y Luis "Bicho" Fadil
- 06A - Avda. Larramendi pasando Procesión Náutica del I.C.M.
- 07A - Avda. Larramendi y Baxada del Paraná
- 08A - Avda. Larramendi y Croacia
- 09A - Avda. Larramendi al 2900-3000 (Escuela N°78 "J. C. Esparza")
- 10A - Avda. Larramendi y Emilio Petorutti
- 11A - Avda. Larramendi y Valentín Deniz
- 12A - Avda. Larramendi y Walter Heinze
- 13A - Avda. Larramendi antes de Antonio Franzotti (altura Planta ENERSA)
- 14A - Avda. Larramendi entre Romina Iturain y Calle 1006
- 15A - Avda. Larramendi a metros de Anacleto Medina
- 16 - N. Laprida y Reconquista
- 17 - N. Laprida y Sebastián Gaboto
- 18 - Cervantes y Patagonia
- 19 - Cervantes y Catamarca
- 20 - Cervantes y Tucumán (Escuela Primaria Nº3 "Bernardino Rivadavia") - (Casa de Gobierno - 200mts.)
- 21 - Córdoba entre 25 de Junio y Gral. Urquiza
- 22 - España entre Córdoba e Italia
- 23 - 25 de Mayo y 9 de Julio
- 24 - 25 de Mayo entre Gral. Belgrano y Pte. Illia
- 25 - Avda. Echagüe entre Hipólito Yrigoyen y Pascual Palma
- 26 - Avda. Echagüe entre Cura Arias Montiel y Cura Álvarez
- 27 - Avda. Francisco Ramírez entre G. Saraví y Urdinarrain (Terminal de Ómnibus / Escuela Secundaria N°36 - ex Comercio I)
- 28 - G. Saraví y Francisco Soler
- 29 - Francisco Soler y Vicente López y Planes
- 30 - Almte. Brown y 3 de Febrero
- 31 - Almte. Brown y Grito de Asencio
- 32 - Padre Grella y Juan Vucetich
- 33 - Padre Grella y Amancio Alcorta
- 34 - Avda. Don Bosco y José Ramos (Escuela Hogar Eva Perón)
- 35 - Avda. Don Bosco y José Mármol
- 36 - Avda. Don Bosco entre Austria y Rondeau
- 37 - Avda. Don Bosco y Raúl Humberto Zaccaro
- 38 - Avda. Don Bosco y Sosa Loyola
- 39 - Avda. Don Bosco y Blas Parera
- 40 - Blas Parera entre Nuncio Randisi y J. Alttman
- 41 - Avda. Don Bosco e Hipólito Vieytes
- 42 - Almte. Brown y Roque Sáenz Peña (Supermercado ChangoMás)
- 43 - Almte. Brown y Facundo Quiroga
- 44 - Almte. Brown y Departamento Federal
- 45 - Almte. Brown y San Juan Bautista de la Salle (Polideportivo B° A.A.T.R.A.)
- 46 - Almte. Brown y Provincia de Entre Ríos
- 47 - Almte. Brown entre María Angélica Barreda (ex calle 1581) y Colectora Oeste Avda. Circunvalación
- 48A - Colectora Oeste Avda. Circunvalación y Avda. Churruarín
- 49A - Avda. Churruarín y Calle 1583
- 50A - Calle 1508 - Barrio 41 Viviendas
- 48B - Avda. Don Bosco y Gdor. López Jordán
- 49B - Avda. Don Bosco y Matías "Payamédico" Scotti (ex calle 1679)
- 50B - Monseñor Bazán y Bustos entre Fraternidad y Avda. Don Bosco - Estadio Club Belgrano

## Combinaciones
- Av. Don Bosco y Magallanes:
  - Líneas 7, 12, 16 y 20
- Av. Almafuerte y Av. Ramírez:
  - Líneas 1, 4, 22, 23 y 24
- Hospital San Martín:
  - Líneas 1, 14, 6, 8, 16, 22, 23 y 24
- Casa de Gobierno:
  - Líneas 2, 4, 6, 7, 8, 9, 11, 12, 16, 20, 22, 23 y 24
- Córdoba y 25 de Junio:
  - Líneas 4, 8, 11, 22, 23 y 24
- 25 de Mayo y 9 de Julio:
  - Líneas 1, 6, 11, 16, 22, 23
- Av. Don Bosco y Rondeau:
  - Líneas 7, 12, 16 y 20